# Eugenia liesneri
Eugenia liesneri là một loài thực vật có hoa trong Họ Đào kim nương. Loài này được Barrie mô tả khoa học đầu tiên năm 2005.